# Liste der Gouverneure der Windward Islands
Die Liste der Gouverneure der Windward Islands beinhaltet alle Gouverneure (Viceroys) der British Windward Islands. Die Kolonie der Windward Islands wurde 1833 gegründet und bestand aus Grenada, Barbados (bis 1885), St. Vincent und die Grenadinen, Tobago (bis 1889), St. Lucia (ab 1838) und Dominica (ab 1940). Der Gouverneur von Barbados war auch Gouverneur der Windward Islands, bis Barbados 1885 eine unabhängige Kolonie wurde. Danach wurde ein Gouverneur der Windward Islands mit Sitz in Grenada ernannt.

## Governors of Barbados and the British Windward Islands (1833–1885)
Siehe Liste der Gouverneure von Barbados#Governors of Barbados and the Windward Islands (1833–1885) (Der Gouverneur von Barbados war auch der Gouverneur der Windward Islands).

## Governors-in-chief of the Windward Islands (1885–1960)
- Walter Joseph Sendall, 1885–1888
- Walter Hely-Hutchinson, 1889–1892
- Charles Bruce, 1893–1897
- Cornelius Alfred Moloney, 1897–1900
- Robert Baxter Llewelyn, 1900–1906
- Ralph Champneys Williams, 1906–1909
- James Hayes Sadler, 1909–1914
- George Basil Haddon-Smith, 1914–1923
- Frederick Seton James, 1924–1930
- Thomas Alexander Vans Best, 1930–1935
- Selwyn MacGregor Grier, 1935 – 19. Januar 1937
- Henry Bradshaw Popham, 19. Januar 1937 – 18. Mai 1942
- Arthur Francis Grimble, 18. Mai 1942 – 1948
- Robert Arundell, 1948–1953
- Edward Beetham, 1953–1955
- Colville Montgomery Deverell, 1955 – 1. Januar 1960